# Botànica sistemàtica
La botànica sistemàtica és la ciència que s'ocupa d'establir relacions de parentiu entre les plantes a partir dels seus caràcters (per exemple morfologia, anatomia, fisiologia, estructura de l'ADN, etc.). La disciplina comprèn a la Taxonomia (que ordena les plantes en un sistema de classificació de les plantes), la filogènia i l'evolució dels organismes vegetals.
La sistemàtica moderna no només es basa en la morfologia externa del vegetal, també considera la constitució anatòmica, els seus caràcters genètics, la seva ecologia, la seva àrea de dispersió, els seus avantpassats,... per intentar formar un sistema d'acord amb les afinitats veritables de les plantes, és a dir, el grau de parentiu que hi ha entre els diversos grups de plantes.
Quan només es consideren els vegetals vius en l'actualitat, la botànica sistemàtica actual no es diferencia gaire de la d'abans, ja que, en aquesta última, no es consideraven les restes fòssils i empremtes, que eren objecte de la fitopaleontologia.
Les tendències sistemàtiques actuals integren la fitopaleontologia per tal d'agrupar les plantes segons les seves veritables afinitats.
Ara per ara els botànics sistemàtics es divideixen en dues tendències principals, per una banda estan els que segueixen emprant els mètodes tradicionals de classificació biològica, mentre que d'altra banda hi ha els mètodes cladistes.